# ヘルムート・フェルマー
ヘルムート・フェルマー（Helmut Fellmer, 1908年5月28日 - 1977年3月20日）は、ドイツの指揮者、音楽教師。1938年から1947年まで日本で活動した。

## 経歴
ドレスデンに生まれる。1926年から1928年までザクセン国立管弦楽学校 (Orchesterschule der Sächsischen Staatskapelle) でクルト・シュトリーグラーに指揮と作曲を、ヘルマン・ドレフスにピアノを、アルフレート・シュピッツナーにヴィオラを師事した。1933年にヴァイマルのドイツ国民劇場 (Deutsches Nationaltheater und Staatskapelle Weimar) 楽長とアルテンブルクの市劇場 (Staatskapelle Altenburg) 指揮者となる。1938年に来日し、同年4月から1945年8月まで東京音楽学校の講師となり、作曲、合唱、管弦楽を教える。1945年から武蔵野音楽学校の講師となったが、アメリカ占領軍による在日ドイツ人追放のために1947年2月に連合軍軍政期のドイツに帰国した。帰国後はカッセル歌劇場 (Staatstheater Kassel) 楽長および合唱指揮者（1947年）、ヴッパータール市立歌劇場 (Städtische Bühnen Wuppertal) 第一指揮者（1954年4月）、レムシャイト市立交響楽団 (Remscheider Symphoniker) 指揮者（1957年9月）などを歴任した。

## 作品
- 管弦楽のための前奏曲（定期第100回記念曲）
東京音楽学校第100回定期演奏会（1943年5月22日、日比谷公会堂、東京音楽学校管弦楽部）でフェルマー自身の指揮により演奏された[6]。

## 教え子
- 今井通郎[7]
- 柏木俊夫[8]
- 山田一雄[9]
- 高田三郎[10]
- 網代栄三[11]
- 笹谷政子[12]（旧姓 岡崎[13]）
- 内田美代民[14]
- 高田信一[15]
- 中田一次[16]
- 青山三郎[17]
- 小林福子[18]